# Новомихайловка (Коченёвский район)
Новомихайловка — село в Коченёвском районе Новосибирской области России. Административный центр Новомихайловского сельсовета.

## География
Расположено в северной части Коченевского района, на реке Оёш, в 30 км к северо-западу от районного центра — рабочего посёлка Коченево, в 70 км к западу от областного центра — города Новосибирска.
Площадь села — 1522 гектара.

### Уличная сеть
В селе 11 улиц: Большевистская, Борихино, Заводская, Зелёная, Космонавтов, Красная Славянка, Луговая, Молодёжная, Советская, Центральная, Широкая

## История
Современное село Новомихайловка образовалось из трёх населенных пунктов: деревень Славянки и Михайловки и посёлка Бориха. В начале XX в. эти поселения Славянка и Бориха подчинялись Иткульской волости Каинского уезда, а Михайловка — Чаусской волости Томского уезда. В 1924 году села объединились в одно с новым названием Новомихайловка.

### До 1924 года
Первыми жителями Михайловки были четыре семьи — переселенцы из Курской губернии. Они имели переселенческое направление в Мариинский уезд Томской губернии. Однако с трудом доехали до Колывани, уговорили дать им документ на поселение недалеко от Колывани. Место для поселения, напротив устья небольшой речушки, выше по течению реки Оёш, чем село Вахрушево, указал вахрушевский богач Михайло Глебов. Но только с условием, что назовут деревню его именем. Так и возникла летом 1891 года небольшая деревушка Михайловка.
До зимы торопились обосноваться: валили лес, строили времянки — в земле рыли углубление, сверху небольшой сруб, окна вровень с землёй, крыли пластами дёрна. И валили лес на настоящие избы. С весны начали возделывать землю, которой здесь было гораздо больше, чем на родине. Постепенно к поселенцам приезжали родные и знакомые, а также переселенцы из Киевской и Каменец-Подольской губерний. Поначалу селились в те же времянки, а затем строили свои избы.
Занятия крестьян были традиционны — животноводство и земледелие. С покосами на сибирских просторах не было проблемы. За лето вручную накашивали сена для всего скота. Выращивали лошадей — без тягловой силы заниматься хозяйством невозможно. Держали коров, иногда по нескольку. Практически в каждом хозяйстве были козы и овцы, которые давали не только и не столько мясо, а главное — шерсть для валенок, варежек, носков.
Довольно суровые погодные условия создавали не очень благоприятные условия для ведения земледелия. Сеяли яровую пшеницу, ячмень и овёс для себя и на продажу. В небольших количествах, для собственного потребления сеяли гречиху, картофель, овощи, коноплю, лён. Хозяйки ткали на самодельных станах полотно изо льна и конопли, шили одежду.

## Население
| 2002 | 2007  | 2010  |
| ---- | ----- | ----- |
| 1312 | ↗1368 | ↘1147 |

## Инфраструктура
На территории села Новомихайловка функционируют два сельскохозяйственных предприятия: ЗАО «Красная Славянка» и ООО «Росагро», а также семь магазинов и торговых точек индивидуальных предпринимателей.
В селе по данным на 2007 год функционируют 1 учреждение здравоохранения и 2 учреждения образования. Это Новомихайловская врачебная амбулатория ГБУЗ НСО «Коченевская ЦРБ», МКОУ Новомихайловская СОШ и детский сад «Рябинка» при МКОУ Новомихайловская СОШ. Помимо этого в селе работают два учреждения культуры, почтовое отделение, отделение Сбербанка России, парикмахерская.